# Valerij Boriszovics Zikov
Valerij Boriszovics Zikov (oroszul: Валерий Борисович Зыков; Gorkij, 1944. február 24. –) orosz labdarúgó, korábban szovjet válogatott labdarúgó.

## Pályafutása

### A válogatottban
1970 és 1971 között 4 alkalommal szerepelt a szovjet válogatottban. Részt vett az 1970-es világbajnokságon.

## Sikerei, díjai
Gyinamo Moszkva
- Szovjet kupa (2): 1966–67, 1970